# Aphis bupleuri
Aphis bupleuri är en insektsart. Aphis bupleuri ingår i släktet Aphis och familjen långrörsbladlöss. Inga underarter finns listade i Catalogue of Life.